# K3b
K3b är en fri programvara som används till cd/dvd-skrivningsapplikation för GNU/Linux och andra unix-liknande operativsystem som kör K Desktop Environment. Programmet utvecklas av The k3b Team som för tillfället består av Sebastian Trueg och Christian Kvasny.
K3b erbjuder ett grafiskt gränssnitt för att skriva filer till cd- och dvd-skivor. Det kan även göra disk-till-diskkopior. Programmen som K3b använder sig av för att utföra arbetet heter bland annat cdrecord, cdrdao och growisofs.
GNU VCDImager krävs för att skapa videoskivor (vcd och dvd) från mpeg-filer.
K3b är skrivet i programmeringsspråket C++.